# Prodiaphania genitalis
Prodiaphania genitalis là một loài ruồi trong họ Tachinidae.